# Berliet CBA
 (février 2019).
Si vous disposez d'ouvrages ou d'articles de référence ou si vous connaissez des sites web de qualité traitant du thème abordé ici, merci de compléter l'article en donnant les références utiles à sa vérifiabilité et en les liant à la section « Notes et références ».
Le Berliet CBA est un utilitaire moyen, 3,5 à 5 tonnes de charge utile, fabriqué et commercialisé par le constructeur français Berliet entre 1913 et 1932.
Il est le poids lourd emblématique de l'Armée française lors de la Première Guerre mondiale durant laquelle il a joué un rôle prépondérant sur la Voie Sacrée en acheminant hommes, vivres, matériel et munitions jusqu'au front de la bataille de Verdun.
Le CBA sera remplacé par le VDC, présenté en 1938.

## Historique

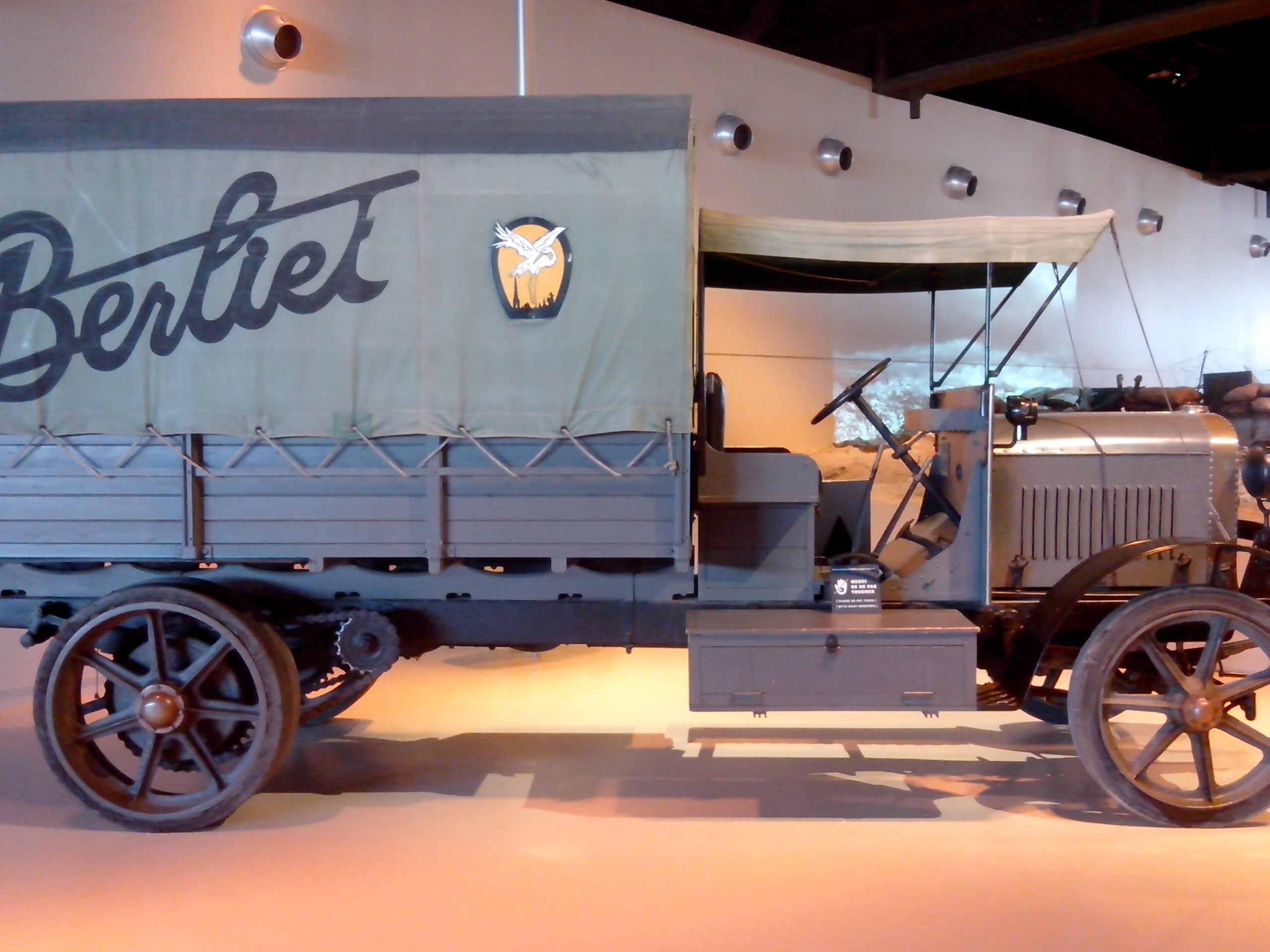

### Lancement
En 1913, 4 000 voitures et camions sortent des usines de Monplaisir qui emploient 3 150 personnes. Cette même année, le Berliet CBA est réceptionné au service des Mines  pour 3,5 tonnes de charge utile (il le sera pour 4 tonnes en 1914 puis à 5 t en 1918) et primé au Concours militaire . L'ingénieur Léon Monier aura beaucoup contribué à la conception du CBA.

### Le CBA durant la Première Guerre mondiale
À partir de 1914, lancement de la Première Guerre mondiale, le CBA sera uniquement vendu à l'Armée française avec une commande de 25 000 exemplaires à raison de 100 camions/mois. Simple, robuste et économique, il sera apprécié par l'Armée à laquelle près de 15 000 exemplaires seront livrés pendant le premier conflit mondial et qui notamment composeront plus de la moitié de la noria de camions sur la Voie Sacrée. Il n'y aura plus de service commercial jusqu'en 1918.
Parallèlement, des commandes d'obus sont adressées à Berliet comme aux autres constructeurs automobiles. Pour satisfaire cette demande, Marius construit deux bâtiments à Monplaisir et obtient d'Édouard Herriot, maire de Lyon, l'autorisation d'installer à la halle Tony Garnier le matériel nécessaire à la production d'obus, ce qui permettra de sortir 5 000 obus par jour.
En 1915, compte tenu de la demande, Marius Berliet décidera de ne fabriquer que ce camion, en plus des obus.
En 1916, Berliet commence la construction de l'usine intégrée à Vénissieux / Saint-Priest sur près de 400 ha.
En 1918, près de 1 000 camions par mois sortent des usines ; ce qui sera un record du monde de production à l'époque.
Parmi les 3 500 camions qui circulaient sur la Voie Sacrée, le CBA était le plus répandu. Il était essentiellement utilisé pour le transport de troupes et de matériels, mais également pour le transport de blessés.

### Après la guerre
À la fin de la Première Guerre mondiale, le CBA reprendra en service commercial, jusqu'en 1932. Au total, environ 40 000 exemplaires seront produits.
Pendant la Seconde Guerre mondiale, des Berliet CBA seront toujours en service dans les régiments d'artillerie portée pour transporter les canons de 75 de l'Armée française.

### Résumé du CBA
- 1913 : projet puis création de prototypes et production des premiers modèles,
- 1914-1918 : production pour l'Armée française uniquement,
- 1919-1932 : production pour les clients civils,
- 1932 : arrêt définitif de la production.

| Générations               | Production                 | Dérivés | Modèles similaires |
| ------------------------- | -------------------------- | ------- | ------------------ |
| Berliet CBA (1913 - 1932) | Environ 40 000 exemplaires | Aucun   | AEC Type Y         |

## Caractéristiques

### Dimensions

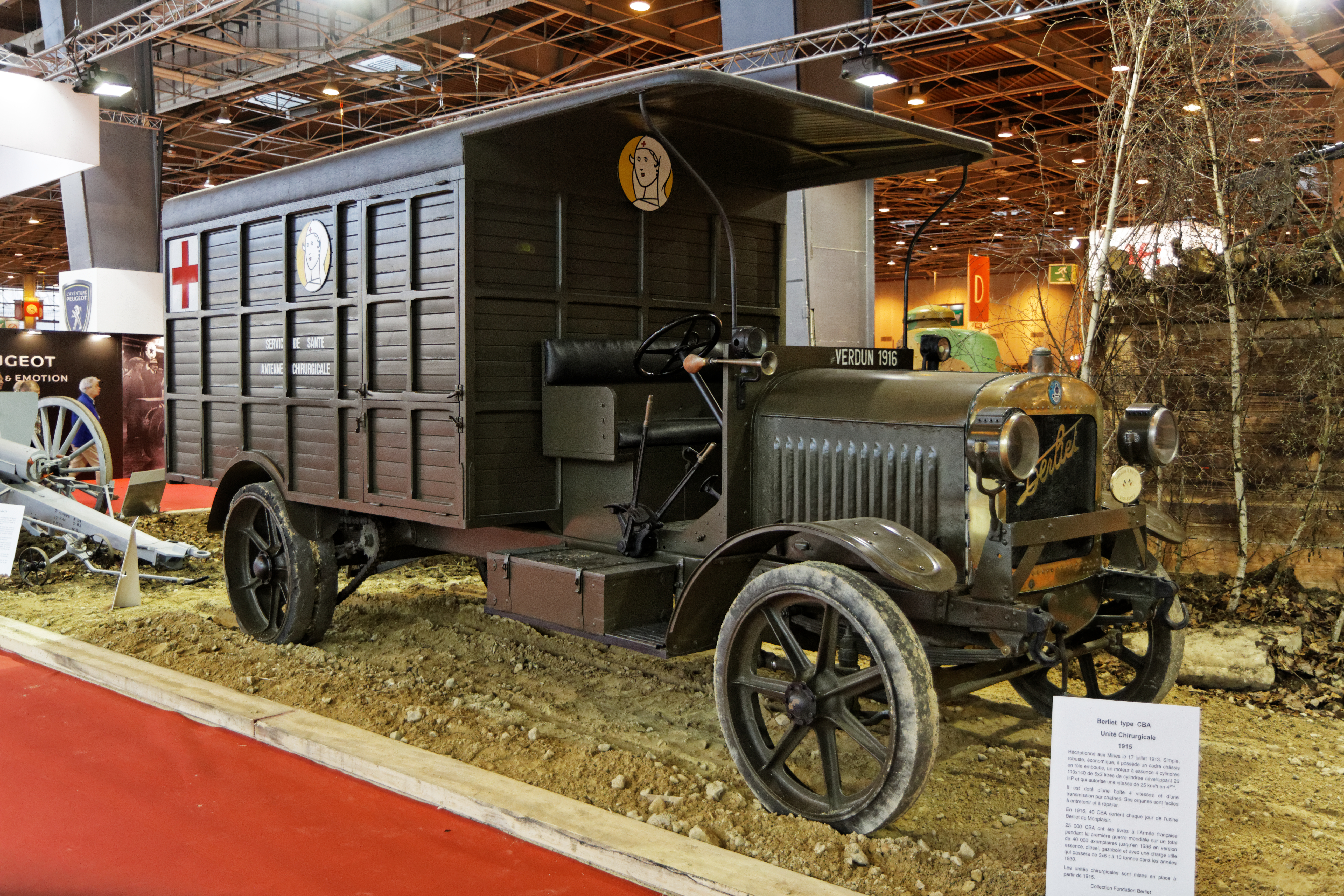
Berliet CBA - Unité chirurgicale datant de 1915.

| [ 7 ]                       | Berliet CBA (1913) | Berliet CBA (1914) | Berliet CBA (1918) |
| --------------------------- | ------------------ | ------------------ | ------------------ |
| Longueur                    | 5 850 mm           | 5 850 mm           | 5 850 mm           |
| Largeur (sans rétroviseurs) | 2 125 mm           | 2 125 mm           | 2 125 mm           |
| Hauteur                     |                    |                    |                    |
| Empattement                 | 4 050 mm           | 4 050 mm           | 4 050 mm           |
| Porte-à-faux                |                    |                    |                    |
| Rayon de braquage           |                    |                    |                    |
| Angle d’attaque / Fuite     |                    |                    |                    |
| Masse à vide                | 3 500 kg           | 3 500 kg           | 3 500 kg           |
| Charge utile                | 3 500 kg           | 4 000 kg           | 5 000 kg           |
| P.T.R.A.                    |                    |                    | 10 000 kg          |
| Volume de chargement        |                    |                    |                    |
| Réservoir à combustible     |                    |                    |                    |

### Chaîne cinématique

#### Moteur
Le CBA n'a eu qu'une seule motorisation qui sera modifiée avec différents types de carburants. Il sera équipé d'un moteur à quatre cylindres en ligne coulés par paire.
| Modèle                      | Construction | Moteur + Nom                        | Norme Euro   | Cylindrée + Alésage x course   | Performance                                          | Couple               | Vitesse maxi                              | Consommation + CO2    |
| --------------------------- | ------------ | ----------------------------------- | ------------ | ------------------------------ | ---------------------------------------------------- | -------------------- | ----------------------------------------- | --------------------- |
| Berliet CBA Essence         | 1913 - 1932  | 4 cylindres en ligne Berliet Type Z | Aucune norme | 5 320 cm3 (5,3 L) 100 × 140 mm | 16,2 kW (22 ch) à 1 250 tr/min (limiteur de vitesse) | ... N m à ... tr/min | 25 km/h (à vide) 17 / 20 km/h (en charge) | ... l/100 km ... g/km |
| Berliet CBA Gazole          | 1931         | 4 cylindres en ligne Berliet Type Z | Aucune norme | 5 320 cm3 (5,3 L) .            | 16,2 kW (22 ch)                                      |                      | 25 km/h (à vide) 17 / 20 km/h (en charge) |                       |
| Berliet CBA Gazogène (bois) | 1920         | 4 cylindres en ligne Berliet Type Z | Aucune norme | 5 320 cm3 (5,3 L) .            | 16,2 kW (22 ch)                                      |                      | 25 km/h (à vide) 17 / 20 km/h (en charge) |                       |

#### Boite de vitesses

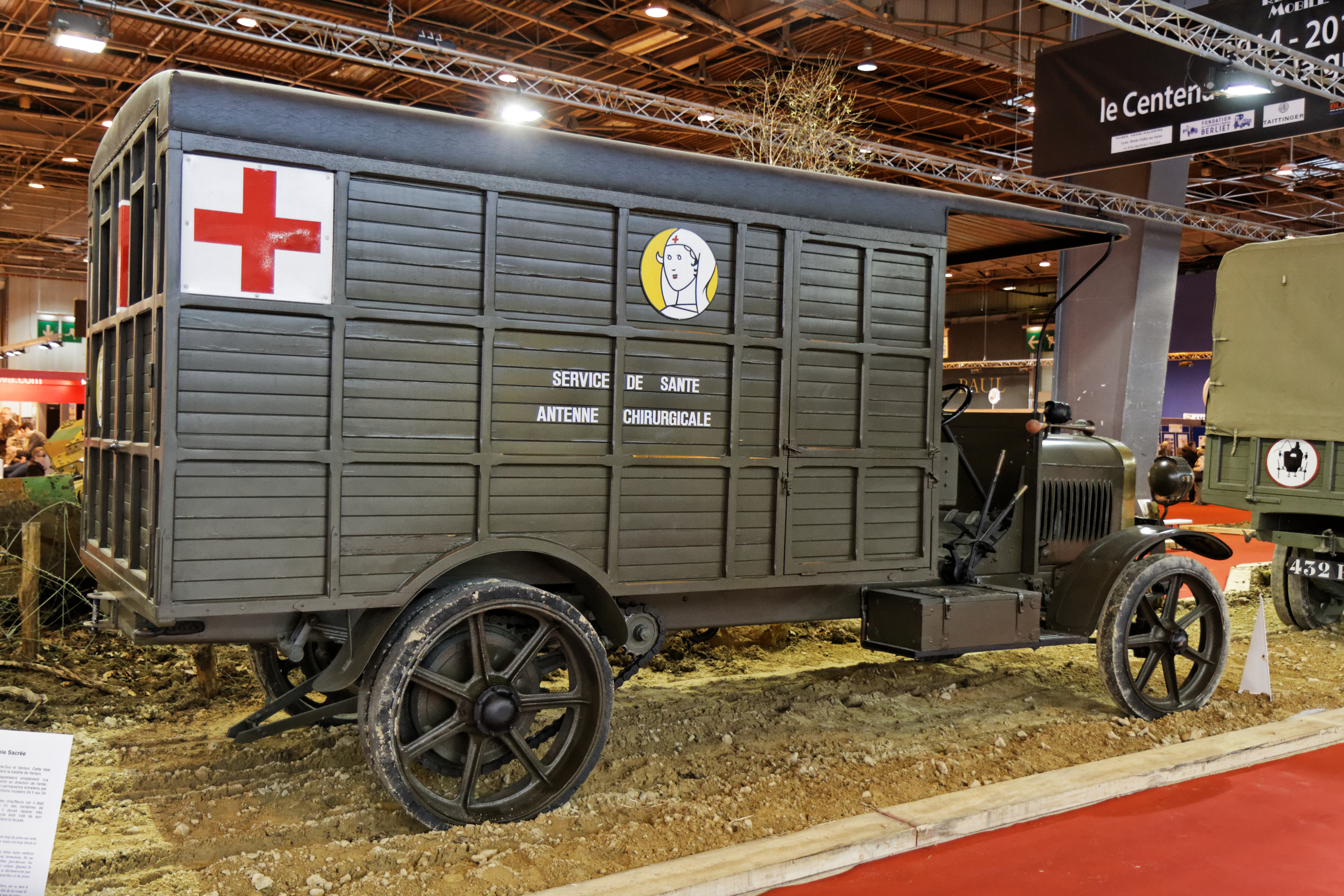

Le CBA sera équipé d'une boite de vitesses manuelle à 4 rapports. Le premier rapport sert à "décoller" le véhicule ; le 4e sera en prise directe. 
|        | Régime de ralentie | Vitesse de croisière | Vitesse maxi | Régime maxi  |
| ------ | ------------------ | -------------------- | ------------ | ------------ |
| Neutre | 200 tr/min         | -                    | -            |              |
| 1re    | -                  | -                    | 5 km/h       | 1 250 tr/min |
| 2e     | -                  | Au pas               |              | 1 250 tr/min |
| 3e     | -                  |                      |              | 1 250 tr/min |
| 4e     | -                  | 20 km/h              | 25 km/h      | 1 250 tr/min |
| R      | -                  |                      |              | 1 250 tr/min |

#### Transmission
La transmission est entraînée à l'arrière par une chaîne (à axes rivés ou en option goupillés) sur un pont différentiel qui est équipé de roues jumelées. Ce type de transmission très archaïque est simple et solide, et peut être facilement réparé. La transmission à cardans était peu utilisée, car il fallait payer les droits de licence à l'ingénieur italien qui l'avait inventée, elle était encore peu utilisée sur les camions dont les démarrages étaient trop souvent brutaux, comme le CBA.

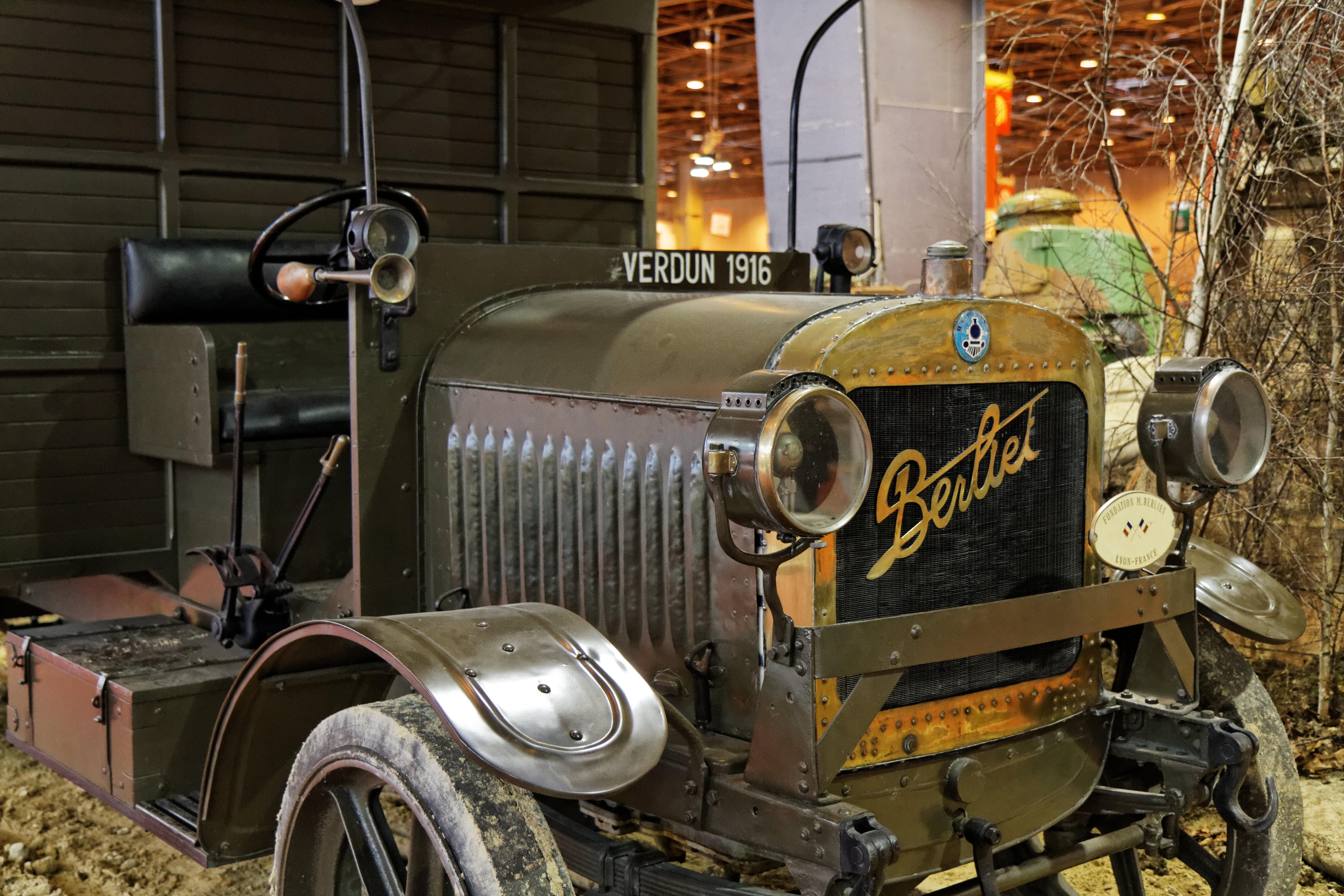
Détail de la face avant.

### Mécanique
Le véhicule ne dispose pas de système de freinage sur les roues avant. Il possède deux freins à mâchoires situés sur la face interne des roues arrière et un frein sur l'arbre en sortie de différentiel. Ce dernier, actionné au pied, sert pour les ralentissements ou les freinages de courte durée ; pour le freinage « de fatigue » ou d’urgence, le chauffeur doit actionner les freins sur roues à l’aide d’un levier manuel.
Les suspensions du CBA sont assurées par des ressort à lames sur les deux essieux.

### Châssis et carrosserie
Le CBA avait une cabine ouverte recouverte d'une bâche en toile et une carrosserie fixe en bois, typique des véhicules de charge militaires de l'époque.

## Préservation
- Fondation de l'Automobile Marius-Berliet
- Mémorial de Verdun